# غاري غريمشاو
غاري غريمشاو (بالإنجليزية: Gary Grimshaw)‏ هو مصمم جرافيك أمريكي، ولد في 25 فبراير 1946 في ديترويت في الولايات المتحدة، وتوفي بنفس المكان في 13 يناير 2014.